# Liste der Biografien/Kosi
Liste der Biografien |
Portal Biografien |
Personensuche
# |
A |
B |
C |
D |
E |
F |
G |
H |
I |
J |
K |
L |
M |
N |
O |
P |
Q |
R |
S |
T |
U |
V |
W |
X |
Y |
Z |
?
 
Ka |
Kb |
Kc |
Kd |
Ke |
Kf |
Kg |
Kh |
Ki |
Kj |
Kl |
Km |
Kn |
Ko |
Kp |
Kr |
Ks |
Kt |
Ku |
Kv |
Kw |
Ky |
Kx |
Kz
 
Koa |
Kob |
Koc |
Kod |
Koe |
Kof |
Kog |
Koh |
Koi |
Koj |
Kok |
Kol |
Kom |
Kon |
Koo |
Kop |
Kor |
Kos |
Kot |
Kou |
Kov |
Kow |
Kox |
Koy |
Koz
 
Kosa |
Kosb |
Kosc |
Kose |
Kosg |
Kosh |
Kosi |
Kosj |
Kosk |
Kosl |
Kosm |
Kosn |
Koso |
Kosp |
Koss |
Kost |
Kosu |
Kosv |
Kosy |
Kosz
Die Liste der Biografien führt alle Personen auf, die in der deutschsprachigen Wikipedia einen Artikel haben. Dieses ist eine Teilliste mit 47 Einträgen von Personen, deren Namen mit den Buchstaben „Kosi“ beginnt.

## Kosi
- Kosi, Filip (* 2004), slowenischer Futsal- und Fußballspieler
- Kosi, Klemen (* 1991), slowenischer Skirennläufer
- Kosi, Tilen (* 1998), slowenischer Handballspieler

### Kosia
- Kosiack, Ludwig von († 1476), krainerischer Ritter
- Kosiak, Géraldine (* 1969), französische Künstlerin und Schriftstellerin

### Kosic
- Košić, Aleksandar (* 1972), serbischer Eishockeyspieler
- Kosić, Bojan (* 1990), montenegrinischer Skirennläufer
- Kosic, Branko (* 1983), liechtensteinischer Poolbillardspieler
- Kosić, Dragan (* 1970), montenegrinischer Schachspieler und -trainer
- Košić, Vlado (* 1959), kroatischer Geistlicher, Bischof von Sisak
- Kosice, Gyula (1924–2016), argentinischer kinetischer Künstler
- Kosick, Mark (* 1979), deutsch-kanadischer Eishockeyspieler
- Košický, Tomáš (* 1986), slowakischer Fußballtorhüter

### Kosie
- Kosiek, Rolf (1934–2023), deutscher rechtsextremer Publizist und Politiker (NPD), MdL
- Kosien, Roland (* 1953), deutscher Fußballspieler

### Kosik
- Kosík, Karel (1926–2003), tschechischer marxistischer Philosoph und Literaturtheoretiker
- Košíková, Kristína (* 1993), slowakische Fußballspielerin

### Kosim
- Kosimov, Abbos, usbekischer Perkussionist und Musikpädagoge

### Kosin
- Kosin Hembut (* 1982), thailändischer Fußballspieler
- Kosin, Wadim Alexejewitsch (1903–1994), russischer Sänger (Tenor), Komponist und Lieddichter
- Kosin, Wiktor Michailowitsch (* 1953), russischer Wissenschaftler, Doktoringenieur, Professor
- Kosina, Heinrich (1899–1977), österreichischer Architekt in Deutschland
- Košinár, Peter (* 1984), slowakischer Sommerbiathlet
- Kosing, Alfred (1928–2020), deutscher marxistischer Philosoph
- Kosiniak-Kamysz, Władysław (* 1981), polnischer Politiker (PSL), Minister für Arbeit und Sozialpolitik
- Kosińska, Karolina (* 1986), polnische Tennisspielerin
- Kosiński, Izidoro (1932–2017), brasilianischer Ordensgeistlicher, römisch-katholischer Bischof von Três Lagoas
- Kosiński, Jerzy (1933–1991), US-amerikanischer Schriftsteller polnischer Abstammung
- Kosinski, Joseph (* 1974), US-amerikanischer RegisseurJoseph Kosinski (* 1974)

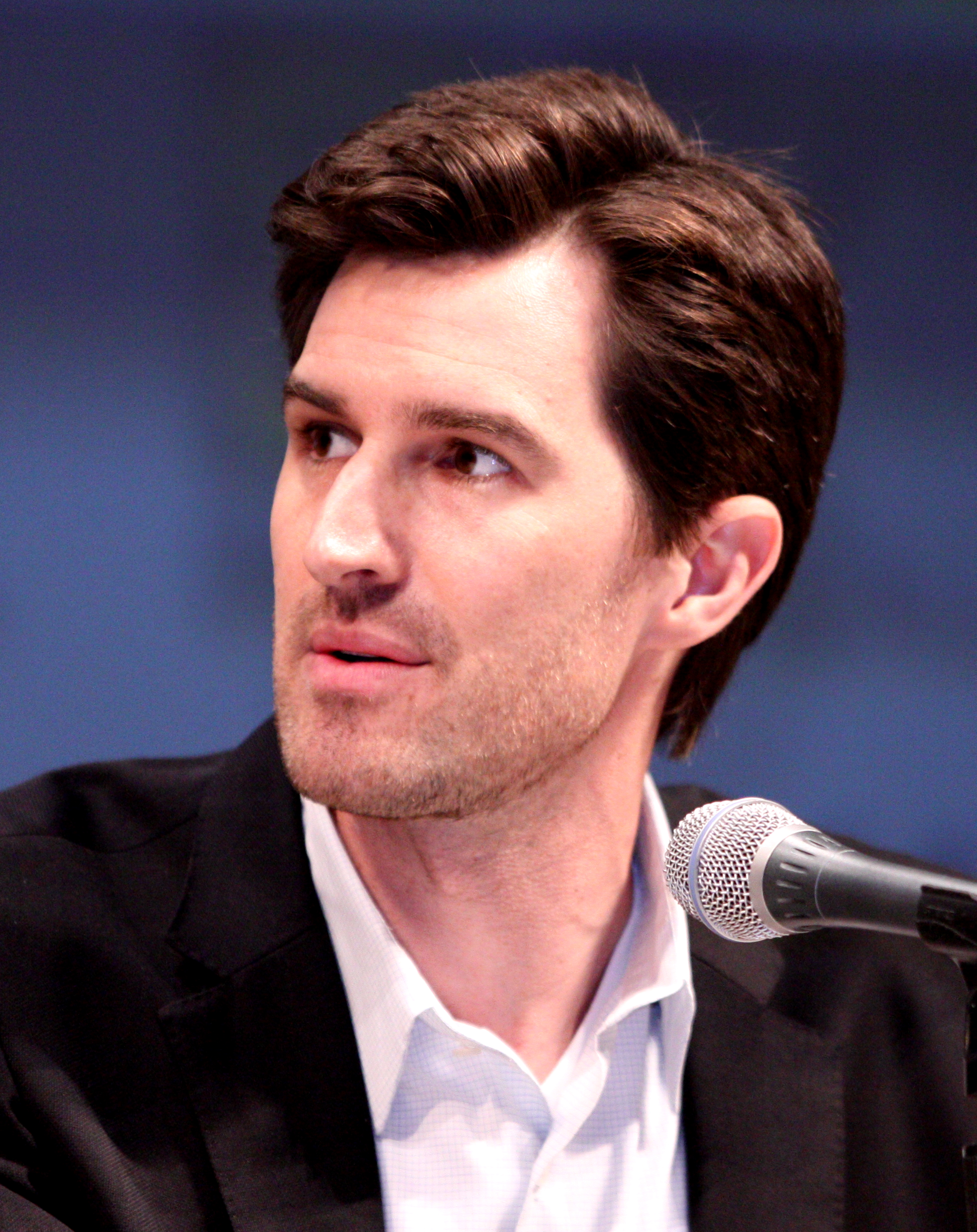
Joseph Kosinski (* 1974)

- Kosiński, Józef (1753–1821), polnischer Maler des Klassizismus
- Košinský von Košín, Wenzel Franz Karl (1673–1731), Bischof von Königgrätz
- Kosintharobol, Vatchera, thailändischer Badmintonspieler
- Kosinzew, Grigori Michailowitsch (1905–1973), sowjetischer Regisseur und Drehbuchautor

### Kosio
- Kosiol, Erich (1899–1990), deutscher Ökonom und Hochschullehrer
- Kosioni, Sia (* 1980), griechische Journalistin und Nachrichtensprecherin
- Kosiorek, Aleksandra (* 1985), polnische Politikerin, Stadtpräsidentin von Gdynia
- Kosiorek, Sebastian (* 1983), polnischer Ruderer

### Kosir
- Košir, Dejan (* 1973), slowenischer Snowboarder
- Košir, Franc (1931–1991), slowenischer Sänger
- Košir, Jure (* 1972), slowenischer Skirennläufer
- Košir, Lovrenc (1804–1879), österreichischer Beamter, Pionier der Briefmarke
- Košir, Nejc (* 1990), slowenischer Straßenradrennfahrer
- Košir, Žan (* 1984), slowenischer Snowboarder

### Kosit
- Kositza, Ellen (* 1973), deutsche Journalistin und Publizistin der Neuen Rechten
- Kositzki, Heinrich (1904–1972), deutscher Politiker (SPD), MdL

### Kosiz
- Kosizkaja, Jekaterina Iwanowna (1746–1833), russische Unternehmerin
- Kosizyn, Mykola (* 1956), ukrainischer Geschäftsmann und Rebellenkommandant